# HMS Raleigh (1919)
HMS Raleigh — британский тяжёлый крейсер типа «Хокинс». Строительство было начато во время Первой мировой войны, достроен в 1921 году. После вступления в строй приписан к Североамериканской и Вест-Индской станции, использовался в основном как флагманский корабль. В августе 1922 года сел на мель у побережья Ньюфаундленда, потеряв при этом 12 человек из экипажа. Частично разобран на месте, в 1926 году остов крейсера взорван, однако обломки корабля, лежащие на мелководье, до сих пор используются в качестве места для дайвинга.

## Служба
«Рэли» был назван в честь сэра Уолтера Рэли — путешественника и государственного деятеля времён английской королевы Елизаветы I. Шестой корабль английского и британского флота, носивший это имя. Заложен 9 декабря 1915 года на верфи кампании William Beardmore and Company в Далмюире, спущен на воду 28 августа 1919 года, закончен в июле 1921 года. 14 февраля 1920 года командиром корабля назначен капитан сэр Артур Бромли. «Рэли» должен был служить флагманским кораблём для начальника Североамериканской и Вест-Индской станции вице-адмирала Тревельяна Нейпира, и потому 26 июля 1921 года направился к Бермудским островам для встречи с ним, однако тот скончался 30 июля.
12 августа на крейсере поднял флаг новый командующий Североамериканской и Вест-Индской станции Уильям Пакенем. 1 сентября «Рэли» отплыл в Монреаль. Два месяца спустя крейсер вернулся на Бермуды, после чего нанёс визит на Ямайку. В январе 1922 года «Рэли» прошёл Панамский канал и 21 января прибыл в американский порт Сан-Франциско. Через месяц крейсер вернулся на Бермуды, после чего посетил порты Чесапикского залива, в том числе Вашингтон, где он побывал в мае. Два месяца спустя «Рэли» пришёл в Канаду, где был открыт для посещения публики. 3 августа Пекинем перенёс флаг на лёгкий крейсер «Калькутта», после чего «Рэли» лишился статуса флагманского корабля.
8 августа «Рэли» следовал из бухты Хакс-Бей, Ньюфаундленд, в Форто, Лабрадор. В проливе Белл-Айл крейсер вошёл в полосу густого тумана и спустя 15 минут сел на мель близ местечка Анс-Амур, доминион Ньюфаундленд. Столкновение не было особенно мощным, однако сильный ветер вскоре выкинул корму крейсера на камни, после чего «Рэли» получил множество пробоин и крен в 8°. Во время эвакуации с корабля 12 человек утонуло или погибло от переохлаждения. Многим из спасшихся удалось найти укрытие на берегу, остальным же пришлось греться у костров.

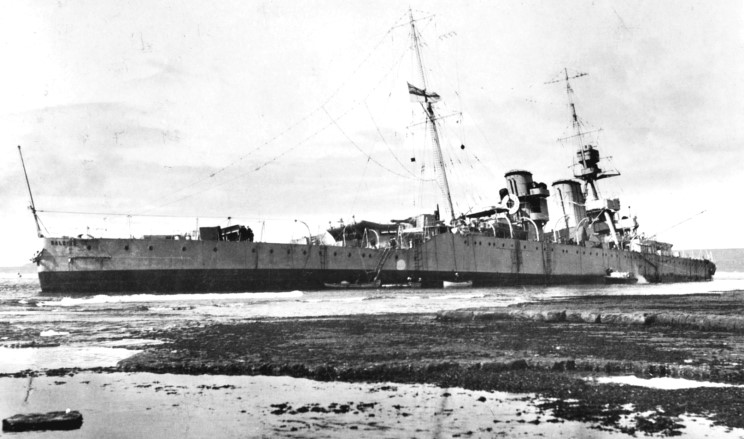
«Рэли» на мели, август 1922 года

Утром моряки вернулись на крейсер, дабы оценить его состояние и забрать личные вещи. Осмотр показал, что в корпусе имеется пробоина длиной 79 метров, а большая часть личных вещей испорчена разлившимся мазутом. Позднее в тот же день в район прибыли лёгкие крейсеры «Кейптаун» и «Калькутта», на которых было организовано питание для моряков с «Рэли». Плохая погода мешала проведению каких-либо работ на крейсере и потому многие члены команды были отправлены пешком в Форто, откуда их должны были отправить в Англию. 10 августа в Форто прибыл океанский лайнер «Эмпресс оф Франс» (18481 брт), однако капитан судна отказался принять на борт военных моряков, поскольку не имел для них достаточно провизии. Спустя несколько дней в Форто прибыл новейший океанский лайнер «Монтроуз» (16402 брт), забравший моряков. Несколько сотен человек из команды «Рэли» были оставлены для демонтажа всего, что можно было снять с крейсера, а также для охраны его от местных жителей. С крейсера было снято всё ценное, после чего остов, стоявший на ровном киле, был покинут. Командир крейсера Бромли и его штурман вскоре после прибытия в Англию предстали перед трибуналом и были признаны виновными в служебной халатности; оба получили строгий выговор и были уволены с корабля. Поскольку их карьера на флоте закончилась, оба попросили отставку.
В 1926 году Комитет Адмиралтейства, недовольный тем, что внешне исправный «Рэли» виден любому проходящему мимо судну, объявил крейсер опасным для судоходства и приказал снять его с мели. Обследование корпуса показало, что сделать это невозможно и командирам лёгких крейсеров «Кейптаун» и «Калькутта» было приказано снять с корпуса всё, что получится, а потом взорвать остов корабля так, чтобы его нельзя было узнать. Экипаж «Калькутты» выполнил первую задачу, а моряки с «Кейптауна» под руководством капитана Эндрю Каннингема взорвали оставшееся с помощью глубинных бомб, начав 23 сентября и завершив работу за пять дней
Люди Каннингема не стали собирать обломки взорванного крейсера, так что и по сей день их можно найти на месте в изобилии. В 2003 и 2005 годах водолазные группы Королевского военно-морского флота Канады были вынуждены заниматься сбором 7,5-дюймовых боеприпасов, хотя и по состоянию на 2016 год поступали сообщения об их наличии

## Комментарии
1. ↑  Имеется в виду доминион Ньюфаундленд, географически же место происшествия находится у побережья полуострова Лабрадор.
2. ↑  В англоязычных источниках нет единого мнения когда именно был взорван остов «Рэли». Так, историк флота Майкл Уитли[англ.] утверждает, что крейсер был взорван в июле 1928 года, однако историк Энтони Престон[англ.] называет 1927 год.